# سووروفکا (سرزمین آلتای)
سووروفکا (به لاتین: Suvorovka) یک منطقهٔ مسکونی در روسیه است که در سرزمین آلتای واقع شده‌است.